# Owen J. Baggett
Owen J. Baggett (29 tháng 8 năm 1920 - 27 tháng 7 năm 2006) là một trung úy phi công của Không quân Hoa Kỳ hoạt động tại Pandaveswar, Ấn Độ trong Chiến tranh thế giới thứ 2. Ông trở thành một phi công huyền thoại khi là người duy nhất đã bắn hạ máy bay chiến đấu của Nhật Bản bằng một khẩu súng lục M1911.

## Cuộc đời
Owen J. Baggett sinh năm 1920 tại Graham, Texas, Hoa Kỳ. Ông tốt nghiệp tại Đại học Hardin Simmons, bang Texas, Hoa Kỳ vào năm 1941. Owen J. Baggett vốn là một tay trống cự phách trong ban nhạc của trường đại học nơi ông theo học. Owen J. Baggett từng có thời gian làm việc tại phố Wall trước khi nhập ngũ rồi sau đó trở thành phi công của không quân Mỹ vào năm 1942.

## Binh nghiệp
Owen J. Baggett gia nhập không quân Hoa Kỳ vào tháng 2 năm 1942. Baggett tốt nghiệp khóa đào tạo phi công vào 26 tháng 7 năm 1942, tại trường không quân New Columbus. Sau đó một năm, Baggett được điều đến Ấn Độ chiến đấu trong phi đoàn máy bay ném bom B-24, chống lại phát xít Nhật đang đóng quân ở Myanmar.
Ngày 31 tháng 3 năm 1943, đơn vị của Owen J. Baggett được nhận lệnh ném bom phá hủy một cây cầu tại thành phố Pyinmana, Myanmar. 
Trước khi phi đội máy bay ném bom B-24 của Baggett bay đến được mục tiêu, họ đã bị bao vây và bắn hạ bởi các máy bay chiến đấu Zero của Nhật Bản. Baggett cùng đồng đội buộc phải nhảy dù thoát hiểm. Khi họ bung dù từ từ rơi xuống, các tiêm kích của quân Nhật đã bay vòng lại và lại tiếp tục bắn vào nhóm phi công đang nhảy dù. Hai đồng đội của Owen J. Baggett hy sinh, trong khi Baggett bị thương và giả chết với hy vọng đánh lừa được phi công đối phương.
Khi một chiến đấu cơ Zero tiến gần lại chiếc dù đang rơi của Owen J. Baggett, viên phi công Nhật mở khoang lái để quan sát rõ hơn chiếc dù. Owen J. Baggett đã bất ngờ rút khẩu súng ngắn M1911 mà ông mang theo bên mình rồi bắn liên tục vào buồng lái máy bay Nhật. Chiếc chiến đấu cơ Zero chao đảo rồi lao xuống đất. Viên phi công Nhật sau đó được xác định bị chết do trúng đạn của Baggett bắn vào đầu.
Owen J. Baggett bị quân đội Nhật bắt liền sau đó. ông bị dẫn giải về một nhà tù ở Singapore. Các chỉ huy quân đội Nhật tỏ ra tôn trọng Baggett vì ông đã bắn rơi máy bay chiến đấu chỉ bằng súng ngắn.
Sau khi chiến tranh kết thúc, Baggett cùng 37 tù binh khác được các thành viên của đơn vị đặc nhiệm OSS Mỹ giải cứu. Baggett tiếp tục làm việc trong không quân hoa kỳ cho đến tuổi nghỉ hưu, ông kết thúc cuộc đời binh nghiệp của mình với quân hàm đại tá không quân. Sau khi về hưu, Baggett còn làm nhà thầu quốc phòng Litton một thời gian.

## Qua đời
Năm 2006, viên phi công huyền thoại Owen J. Baggett của Hoa Kỳ qua đời ở tuổi 85. Bảng cáo phó của Owen Baggett trong lễ tang của ông đã tóm lược về thời gian trai trẻ của ông phục vụ trong lực lượng không quân Hoa Kỳ. Trong cáo phó viết rằng, khi ông là phi công đã bắn hạ một chiếc máy bay chiến đấu Zero của Phát xít Nhật với một khẩu súng lục. Tuy nhiên, nội dung cáo phó cho biết: trong suốt cuộc đời của Baggett, việc "ông đã sống sót trong cuộc chiến tranh đầy kinh hoàng và sống cuộc đời sau đó mà không không mang cay đắng hay thù hận", mới là điều đáng trân trọng nhất.